# Relebactam
Relebactam là một hợp chất hóa học được sử dụng kết hợp với kháng sinh để cải thiện hiệu quả của chúng. Là một chất ức chế beta-lactamase, nó ngăn chặn khả năng vi khuẩn phá vỡ một loại kháng sinh beta-lactam. Tại Hoa Kỳ, relebactam được chấp thuận sử dụng kết hợp imipenem/cilastatin/relebactam (Recarbrio).